# Sinclair Lewis

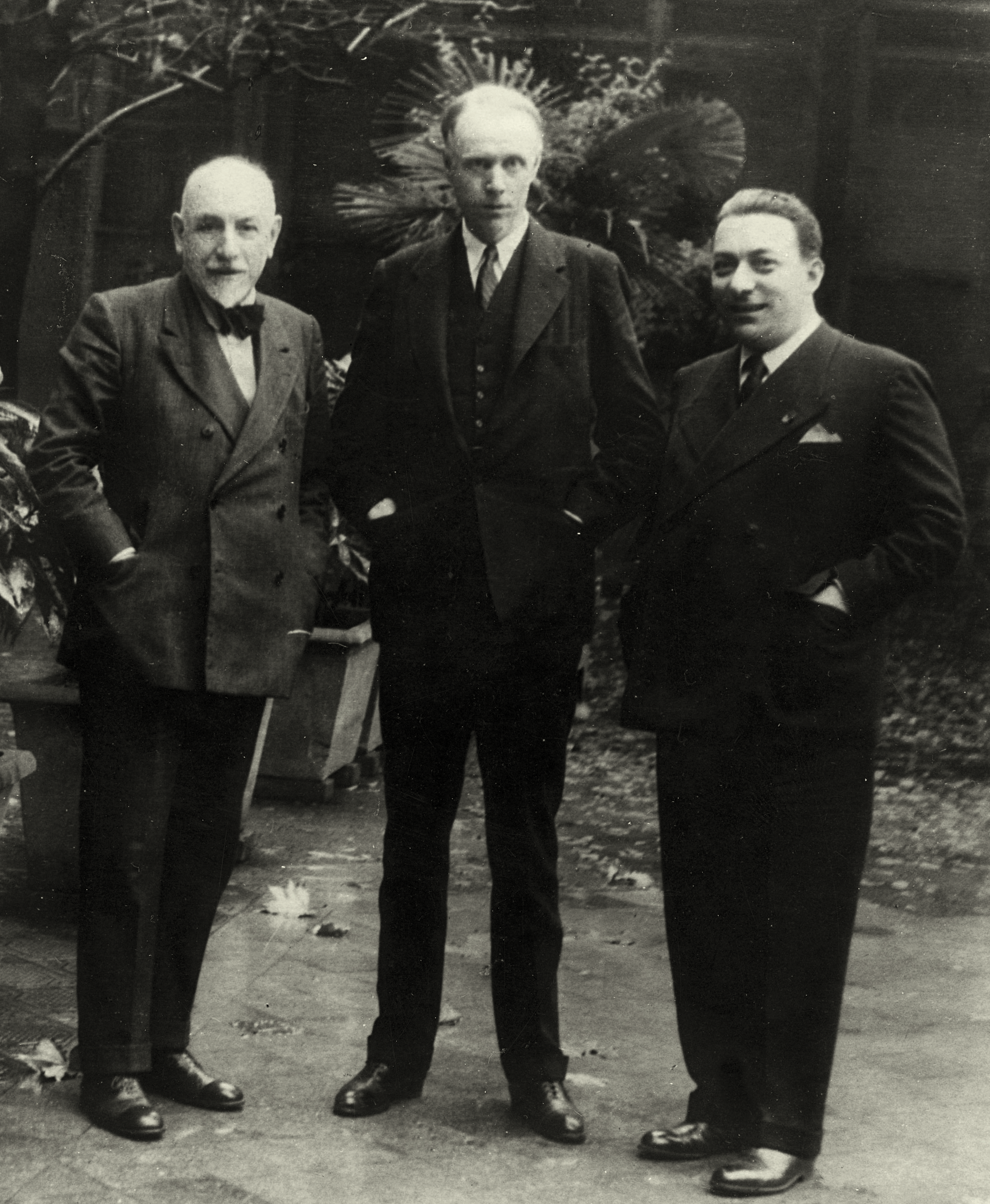
Sinclair Lewis (mitten) med italienske författaren Luigi Pirandello (vänster), 1932.

Sinclair Lewis, född 7 februari 1885 i Sauk Centre, Minnesota, död 10 januari 1951 i Rom, var en amerikansk författare. Han mottog Nobelpriset i litteratur 1930.

## Biografi
Lewis föddes i Minnesota i ett mindre samhälle, som idag har cirka 4 000 invånare. Han började tidigt läsa böcker och redan som barn skrev han dagbok. Som 13-åring rymde han hemifrån (utan framgång) för att bli trumslagare i det spansk-amerikanska kriget. Han började i stället skriva romantisk poesi, därefter romantiska berättelser om riddare och sköna damer. Så småningom blev författandet mera allvarligt och 1921 hade han publicerat sex romaner.
Lewis blev 1930 den förste amerikan som tilldelades Nobelpriset i litteratur, han belönades för sitt författarskap under 1920-talet. Han vistades bland annat en period i Berlin.
Alkohol spelade alltid en stor roll i hans liv och han dog i Rom 1951 till följd av sin alkoholism.